# Centralia, Pennsylvania
Centralia là một thị trấn ma thuộc quận Columbia, tiểu bang Pennsylvania, Hoa Kỳ. Nó thuộc một phần của Khu đô thị Bloomsburg thuộc thành phố Berwick, và là đô thị ít dân cư nhất ở bang Pennsylvania. Centralia được bao quanh hoàn toàn bởi thị trấn Conyngham.
Dù từng là một khu định cư có người ở, dân số của thị trấn đã giảm từ hơn 1.000 cư dân vào năm 1980 xuống còn 63 vào năm 1990, sau đó giảm tiếp còn 10 người vào năm 2010, bảy người vào năm 2013 và chỉ còn năm người định cư ở đây vào năm 2017. Đó là hậu quả của vụ cháy mỏ than ở dưới lòng đất từ năm 1962 khi một nhóm lính cứu hỏa đốt rác tại một mỏ than bỏ hoang với mục đích dọn dẹp thị trấn. Trớ trêu là, ngọn lửa bùng cháy dữ dội, lan sâu vào mọi ngóc ngách của mỏ hoang. Đồng thời, ngọn lửa cũng lan rộng, thiêu đốt trong lòng đất, bên dưới các con phố của thị trấn. Đến 20 năm sau đó, ngọn lửa vẫn cháy âm ỉ dưới lòng đất, khi thị trưởng John Coddington đo nhiệt độ của một bể xăng ngầm lên đến 77,8 °C, dẫn đến quyết định lập tức di tản người dân. Ngày nay, những mối nguy hiểm vẫn đang rình rập khắp nơi xung quanh thị trấn Centralia bao gồm các loại khí độc hại, đường phố nứt toác, sụp đổ,...
Tất cả các dự án bất động sản còn tồn tại trong quận đã được chính quyền tuyên bố thu hồi vào năm 1992 và bị Liên bang Pennsylvania lên án vì không di tản. Mã bưu điện của Centralia đã bị ngừng dịch vụ bưu chính vào năm 2002. Các quan chức nhà nước và địa phương đã đạt được thỏa thuận với bảy cư dân còn lại vào ngày 29 tháng 10 năm 2013, cho phép họ sống cuộc sống ở đó, sau đó các quyền đối với nhà của họ sẽ được thực hiện thông qua các chính sách công.

## Lịch sử

### Lịch sử ban đầu
Nhiều bộ lạc bản địa người Mỹ ở quận Columbia ngày nay đã bán mảnh đất Centralia cho các môi giới thuộc địa vào năm 1749 với số tiền 500 bảng Anh. Năm 1770, trong quá trình xây dựng đại lộ Reading kéo dài từ Reading đến Fort Augusta (Sunbury ngày nay), những người định cư đã khảo sát và khám phá vùng đất. Một phần lớn của đại lộ Reading được phát triển sau đó là Tuyến 61, đường cao tốc chính ở phía đông và phía nam ra khỏi Centralia.
Năm 1793, Robert Morris, một anh hùng trong Chiến tranh Cách mạng Mỹ và là người ký Tuyên ngôn độc lập Hoa Kỳ, đã sở hữu được một phần ba đất đai thung lũng của Centralia. Khi ông tuyên bố phá sản vào năm 1798, vùng đất này đã được giao cho Ngân hàng Hoa Kỳ. Một thuyền trưởng người Pháp tên là Stephen Girard đã mua mảnh đất của Morris với giá 30.000 đô la Mỹ, bao gồm 68 vùng phía đông của Morris. Ông đã tìm hiểu và biết rằng có than anthracit trong khu vực.
Các mỏ than Centralia phần lớn bị bỏ trước khi xây dựng Đường sắt Mine Run vào năm 1854. Năm 1832, Johnathan Faust đã mở quán rượu Bull's Head ở khu vực được gọi là Roaring Creek; điều này đã mang lại cho thị trấn cái tên đầu tiên, Bull's Head. Năm 1842, đất của Centralia được mua bởi Công ty Sắt và Than núi Locust. Alexander Rae, một kỹ sư khai thác mỏ, chuyển gia đình vào và bắt đầu lập kế hoạch cho một ngôi làng, đặt ra các đường phố và lô đất để phát triển nó. Rae đặt tên thị trấn là Centerville, nhưng vào năm 1865 đã đổi nó thành Centralia vì Bộ Bưu điện Hoa Kỳ đã có một Centerville ở Hạt Schuylkill. Đường sắt Mine Run được xây dựng vào năm 1854 để vận chuyển than ra khỏi thung lũng.

### Bắt đầu việc đào mỏ

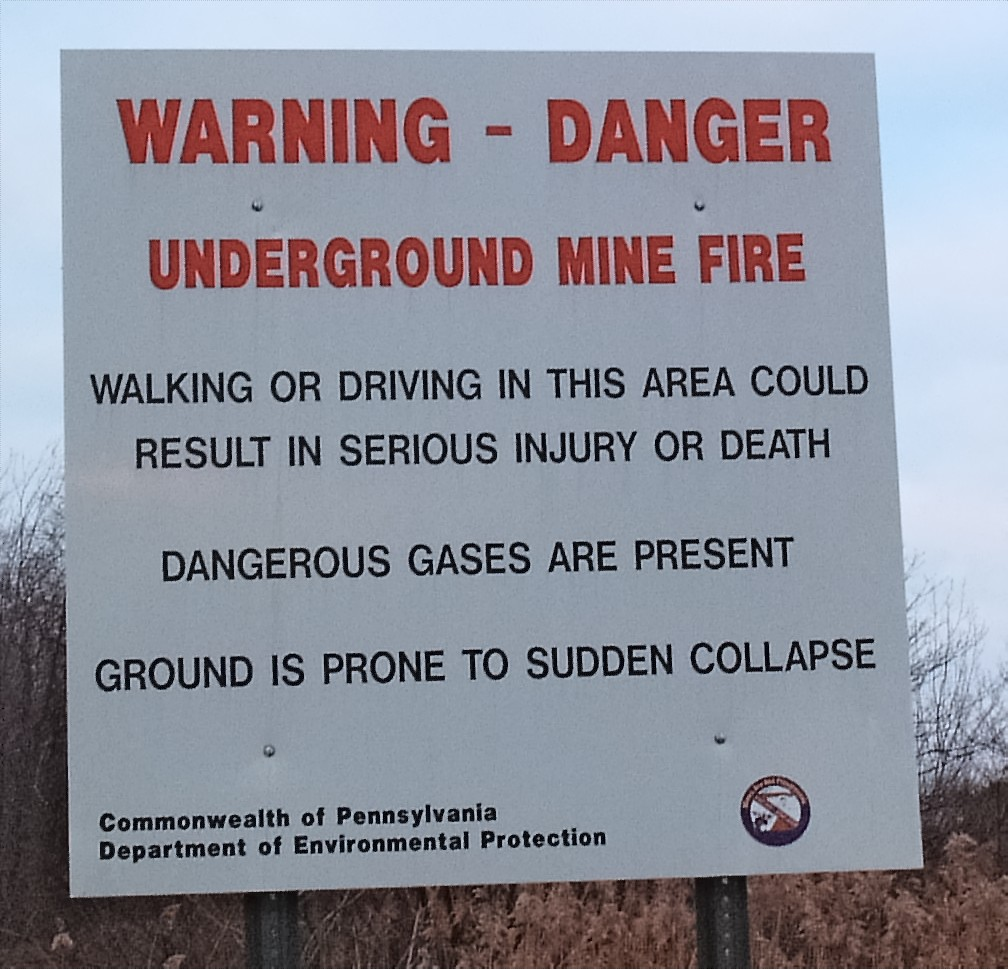
Một biển cảnh báo về mối nguy hiểm của đám cháy phát ra từ mỏ than dưới lòng đất tại Centralia

Hai mỏ đầu tiên ở Centralia được khai trương vào năm 1856, Mỏ Locust Run và Mỏ than Ridge. Sau đó, đến mỏ Hazeldell Colliery vào năm 1860, Centralia Mine năm 1862 và Continental Mine năm 1863. Continental nằm trên khu đất cũ của Stephen Girard. Chi nhánh từ Đường sắt Thung lũng Lehigh, Đường sắt Lehigh và Mahanoy được xây dựng đến Centralia vào năm 1865; nó cho phép vận chuyển và mở rộng việc bán than của Centralia tới các thị trường ở phía đông Pennsylvania.
Centralia được thành lập như một quận vào năm 1866. Nền kinh tế chính của thị trần là ngành công nghiệp than anthracit. Alexander Rae, người sáng lập thị trấn, đã bị sát hại trong chiếc xe lôi của mình bởi các thành viên xã hội đen Molly Maguires vào ngày 17 tháng 10 năm 1868, trong chuyến đi giữa Centralia và Mount Carmel. Ba người đàn ông cuối cùng đã bị kết án tử hình và bị treo cổ tại quận Bloomsburg, vào ngày 25 tháng 3 năm 1878.
Một số vụ giết người và đốt phá khác cũng xảy ra trong các sự cố bạo lực, vì Centralia là một điểm nóng hoạt động của băng nhóm Molly Maguires trong thập niên 1860 để tổ chức một liên minh thợ mỏ nhằm cải thiện tiền lương và điều kiện làm việc. Một truyền thuyết giữa những người dân địa phương ở Centralia kể rằng Daniel Ignatius McDermott, linh mục Giáo hội Công giáo La Mã đầu tiên gọi Centralia là nhà, đã nguyền rủa vùng đất này để trả thù vì bị ba thành viên của Maguires hành hung vào năm 1869. McDermott nói rằng sẽ có một ngày khi St Nhà thờ Công giáo La Mã Ignatius là cấu trúc duy nhất còn lại ở Centralia. Nhiều thủ lĩnh của Molly Maguires đã bị treo cổ vào năm 1877, chấm dứt tội ác của họ. Truyền thuyết nói rằng một số hậu duệ của Molly Maguires vẫn sống ở Centralia cho đến những năm 1980.
Theo số liệu của điều tra dân số Liên bang, thị trấn Centralia đạt dân số tối đa 2.761 vào năm 1890. Vào thời kỳ đỉnh cao, thị trấn có bảy nhà thờ, năm khách sạn, 27 quán rượu, hai nhà hát, một ngân hàng, một bưu điện, và 14 cửa hàng tổng hợp và tạp hóa. 37 năm sau, việc sản xuất than antraxit đã đạt đến đỉnh cao ở Pennsylvania. Trong những năm tiếp theo, ngành sản xuất này giảm sút, vì nhiều thợ mỏ trẻ từ Centralia đã rời thị trấn để gia nhập quân đội khi Mỹ tham gia Thế chiến thứ I.
Sự sụp đổ thị trường chứng khoán phố Wall năm 1929 dẫn đến việc Công ty than đá thung lũng Lehigh đóng cửa năm mỏ khai thác tại Centralia. Những người khai thác Bootleg tiếp tục khai thác trong một số mỏ bỏ hoang, sử dụng các kỹ thuật như "cướp trụ", nơi các thợ mỏ sẽ khai thác than từ các cột than còn lại trong các mỏ để hỗ trợ cho mái nhà của họ. Điều này gây ra sự sụp đổ của nhiều mỏ hoang, làm phức tạp thêm việc ngăn chặn vụ cháy mỏ năm 1962. Nỗ lực ngăn chặn các mỏ bỏ hoang lan rộng vào các khu vực bị sụp đổ.
Vào năm 1950, Hội đồng Centralia đã giành được quyền đối với tất cả mỏ than antraxit ở Centralia thông qua luật tiểu bang được thông qua năm 1949 cho phép giao dịch. Năm đó, cuộc điều tra dân số liên bang đã đếm được 1.986 cư dân ở Centralia.
Khai thác than tiếp tục ở Centralia cho đến những năm 1960, khi hầu hết các công ty đóng cửa. Khai thác Bootleg tiếp tục cho đến năm 1982, và khai thác kiểu hố và khai thác mỏ lộ thiên vẫn đang hoạt động trong khu vực. Một mỏ hầm lò khoảng ba dặm về phía tây có khoảng 40 người.
Dịch vụ đường sắt kết thúc vào năm 1966. Centralia vận hành khu học chánh của riêng mình, bao gồm các trường tiểu học và một trường trung học. Ngoài ra còn có hai trường phái Công giáo. Đến năm 1980, thị trấn có 1.012 cư dân. 500 hoặc 600 người khác sống gần đó.

### Cháy mỏ

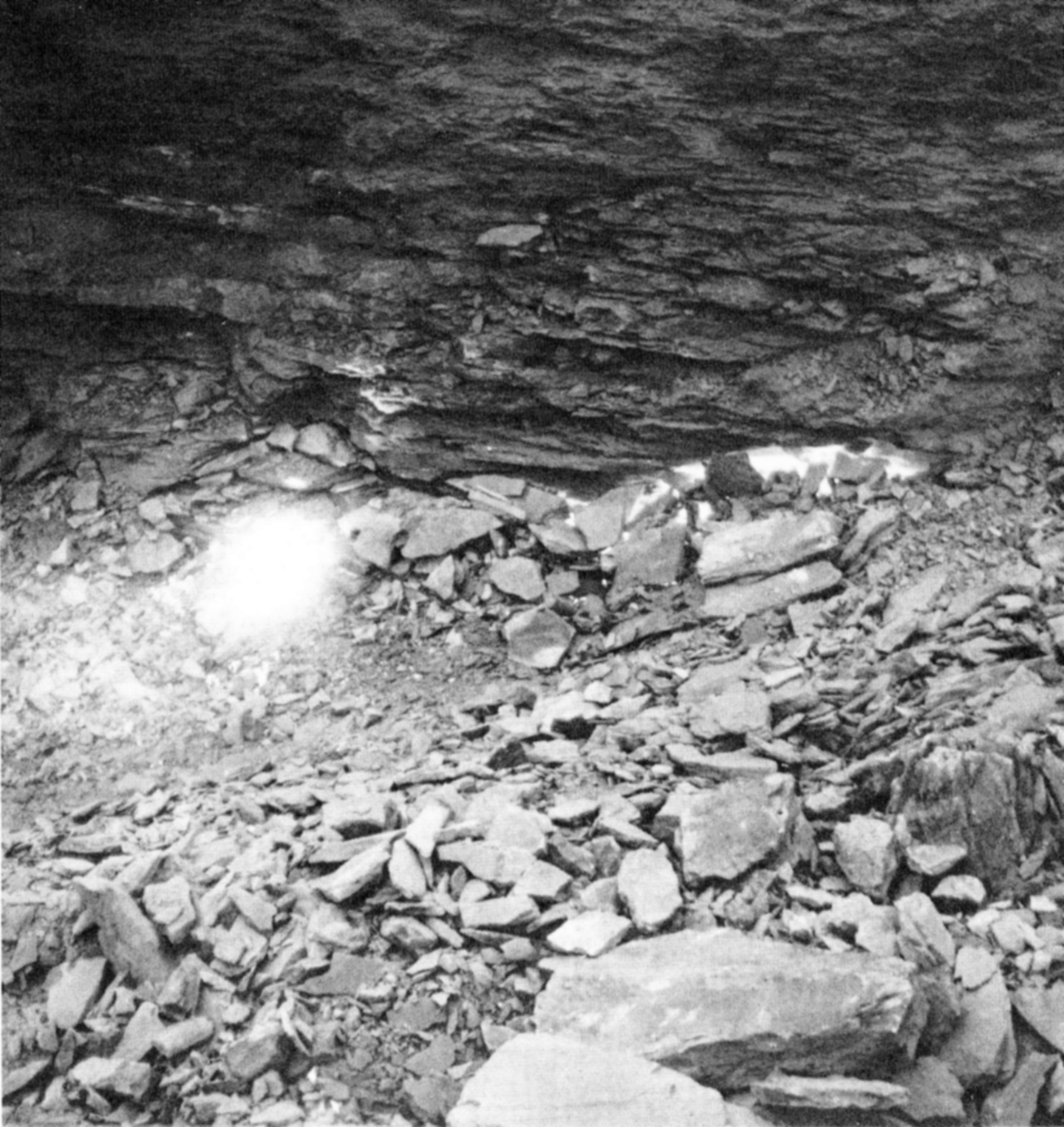
Một phần nhỏ của đám cháy mỏ Centralia sau khi lộ ra trong một cuộc khai quật năm 1969

#### Nguyên nhân
Các nhà phân tích không đồng ý về nguyên nhân cụ thể của vụ cháy Centralia. Nhà văn David Dekok, tác giả cuốn sách Lửa trong lòng đất: Bi kịch đang diễn ra của vụ cháy mỏ Centralia kết luận rằng nó bắt đầu với một nỗ lực để làm sạch bãi rác của thị trấn. Vào tháng 5 năm 1962, Hội đồng Borough Centralia đã thuê năm thành viên của công ty cứu hỏa tình nguyện dọn dẹp bãi rác của thị trấn, nằm trong một hầm khai thác mỏ lộ thiên bị bỏ hoang bên cạnh nghĩa trang Odd Fellows ngay bên ngoài giới hạn của quận. Điều này đã được thực hiện trước Lễ Chiến sĩ trận vong vào những năm trước, khi bãi rác ở một địa điểm khác. Vào ngày 27 tháng 5 năm 1962, những người lính cứu hỏa, như những gì họ làm trong quá khứ, đốt lửa và để nó cháy trong một thời gian. Tuy nhiên, không giống như những năm trước, đám cháy chưa được dập tắt hoàn toàn. Một lỗ hở không được bảo vệ trong hố cho phép lửa đi vào hầm sâu của các mỏ than bị bỏ hoang bên dưới Centralia.
Ngược lại, Joan Quigley nói trong cuốn sách The Day the Earth Caved In (2007) rằng vụ cháy đã bắt đầu vào ngày hôm trước, khi một người thu gom rác đổ tro nóng hoặc than đá từ lò đốt than vào hố rác mở. Bà lưu ý rằng biên bản hội đồng quận từ ngày 4 tháng 6 năm 1962 đã đề cập đến hai vụ cháy tại bãi rác và năm lính cứu hỏa đã gửi các hóa đơn cho việc "chữa cháy tại khu vực bãi rác". Thành phố, theo luật, chịu trách nhiệm lắp đặt một hàng rào đất sét chống cháy giữa mỗi lớp của bãi rác, nhưng không theo kịp tiến độ, khiến hàng rào không hoàn chỉnh. Điều này cho phép than nóng xâm nhập vào khoáng mạch than bên dưới hố và bắt đầu đám cháy ngầm sau đó.
Một giả thuyết khác cho rằng đám cháy Bast Colliery năm 1932 không bao giờ được dập tắt hoàn toàn, và ngọn lửa đó đã lan đến khu vực bãi rác vào năm 1962; tuy nhiên, một công nhân khai thác than tên Frank Jurgill Sr. không tán thành lý luận đó. Jurgill tuyên bố ông ta đã vận hành một mỏ khai thác cùng với anh trai gần bãi rác từ năm 1960 đến 1962. Nếu đám cháy Bast Colliery chưa được dập tắt, hai anh em ông có thể đã bị phong tỏa và chết ngạt bởi các loại khí độc hại qua nhiều đường hầm liên kết trong khu vực.

#### Hậu quả

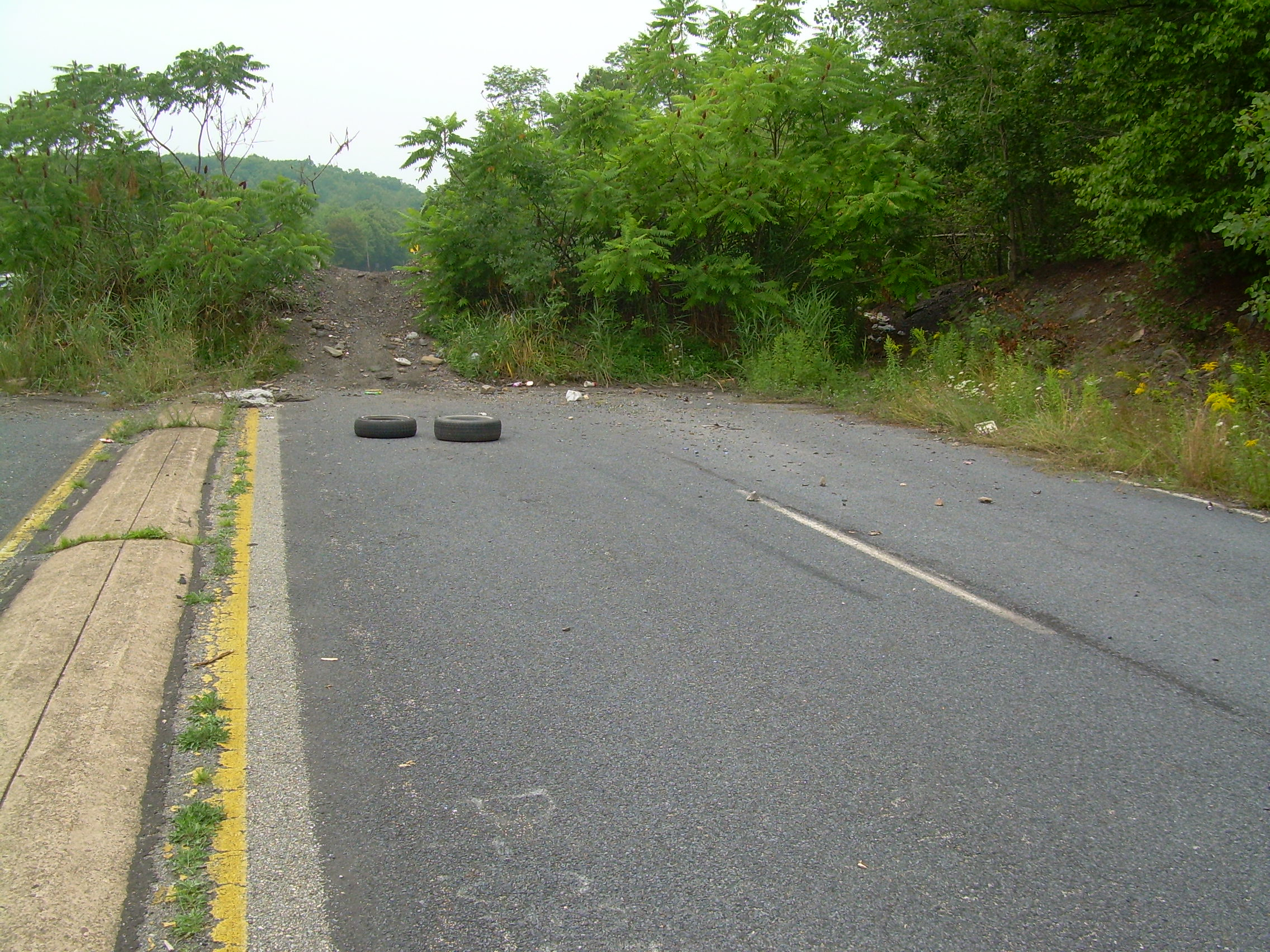
Một bờ đất cao chặn lối vào đoạn bị bỏ hoang của Đường 61

Năm 1979, người dân địa phương nhận thức được quy mô của vấn đề khi một chủ sở hữu trạm xăng, thị trưởng lúc đó là John Coddington, đã nhúng một que thăm vào một trong những bể xăng ngầm của mình để kiểm tra mức nhiên liệu. Khi ông rút nó ra, nó có vẻ nóng. Ông đo nhiệt kế trong bể trên một sợi dây và bị sốc khi phát hiện ra rằng nhiệt độ của xăng trong bể là 172 °F (77,8 °C).
Sự chú ý trên toàn tiểu bang về đám cháy bắt đầu gia tăng, lên đến đỉnh điểm vào năm 1981 khi một cư dân 12 tuổi tên là Todd Domboski rơi xuống hố sụt, sâu 1,2 m, rộng 46 m, bất ngờ xuất hiện dưới chân cậu bé ở sân sau. Anh em họ của cậu, Eric Wolfgang, 14 tuổi, đã kéo Domboski ra khỏi hố và cứu mạng cậu. Luồng hơi nóng bốc lên từ lỗ đã được kiểm tra và phát hiện có chứa hàm lượng carbon monoxit gây chết người.
Mặc dù có bằng chứng vật lý, có thể nhìn thấy về vụ cháy, nhưng những cư dân của Centralia đã chia rẽ cay đắng về câu hỏi liệu đám cháy có gây ra mối đe dọa trực tiếp cho thị trấn hay không. Trong Thảm họa thực sự ở trên mặt đất, Steve Kroll-Smith và Steve Couch đã xác định ít nhất sáu nhóm cộng đồng, mỗi nhóm được tổ chức xung quanh các cách hiểu khác nhau về số lượng và loại rủi ro do hỏa hoạn gây ra. Năm 1983, Quốc hội Hoa Kỳ đã phân bổ hơn 42 triệu đô la cho các nỗ lực tái định cư. Nearly all of the residents accepted the government's buyout offers. More than 1,000 people moved out of the town and 500 structures were demolished. By 1990, the census recorded 63 remaining residents. Gần như tất cả cư dân chấp nhận đề nghị thu hồi lại đất của chính phủ. Hơn 1.000 người di chuyển ra khỏi thị trấn kể từ đó và 500 công trình bị phá hủy. Đến năm 1990, điều tra dân số ghi nhận 63 cư dân còn lại.
Năm 1992, thống đốc bang Pennsylvania Bob Casey đã quyết định thu hồi trên tất cả các nhà cửa còn lại trong quận, đồng thời lên án tất cả những ai còn sinh sống ở đây. Một nỗ lực pháp lý tiếp theo của cư dân để lật ngược tình thế thất bại. Năm 2002, Dịch vụ Bưu chính Hoa Kỳ đã ngừng mã ZIP của Centralia, 17927. Chỉ có 16 ngôi nhà vẫn còn tồn tại vào năm 2006, đã giảm xuống còn 11 vào năm 2009 khi Thống đốc Ed Rendell bắt đầu trục xuất chính thức các cư dân Centralia còn lại. Chỉ còn năm ngôi nhà ở đây vào năm 2010.
Các trận hỏa hoạn của Centralia lan rộng đến ngôi làng Byrnesville, một khoảng cách ngắn về phía nam của thị trấn, và chính quyền yêu cầu nó cũng phải bị bỏ hoang.

### Chỉ trích và di cư

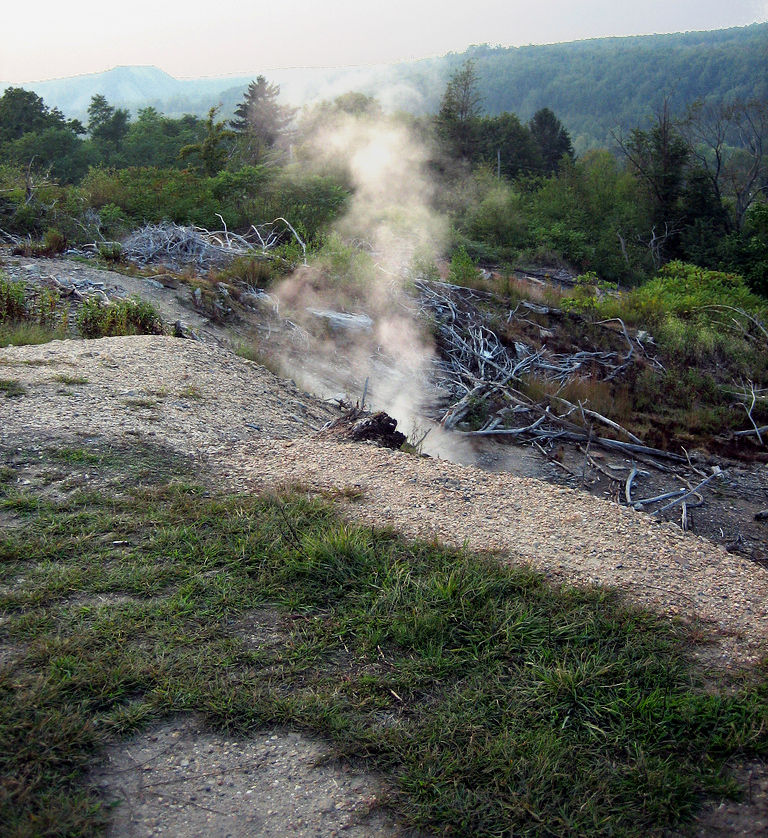
Khí ga và khói độc bốc lên từ mặt đất trong vụ cháy ngầm năm 2006

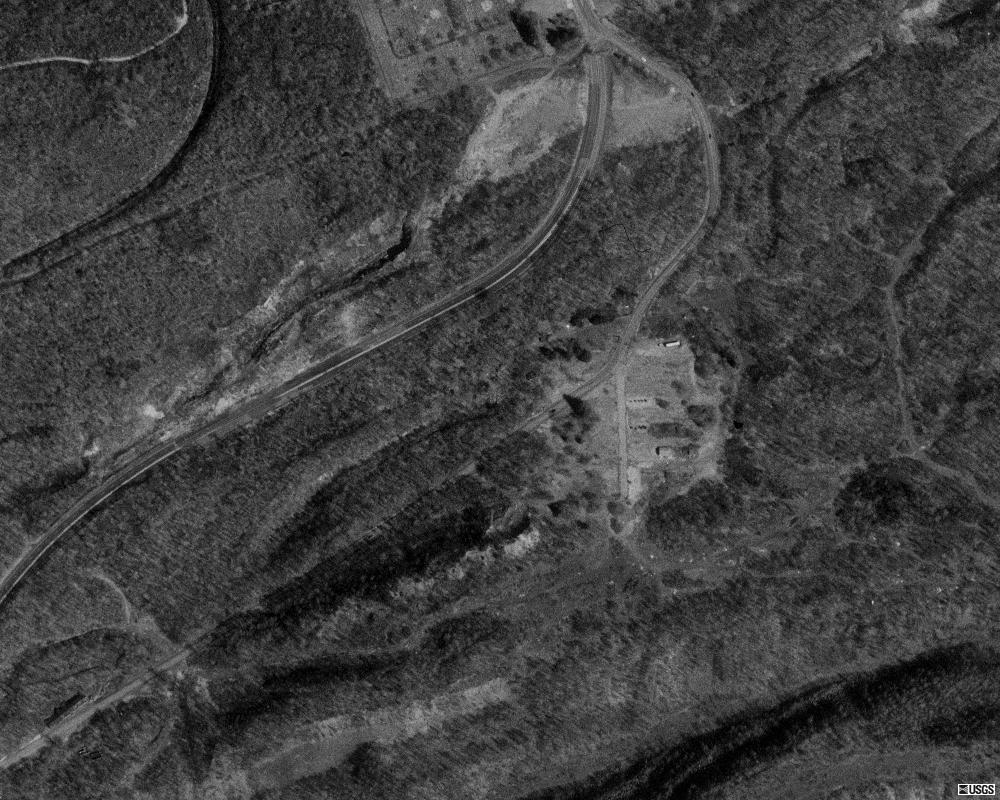
Bức ảnh năm 1999 cho thấy một đường cao tốc bị bỏ hoang và được thay thế

Vài ngôi nhà vẫn còn đứng vững ở Centralia. Hầu hết các tòa nhà bỏ hoang đã bị Cơ quan Tái phát triển Quận Columbia phá hủy hoặc khai hoang. Nhìn thoáng qua, khu vực này dường như là một cánh đồng với nhiều con đường trải nhựa chạy qua. Một số khu vực đang được lấp đầy với rừng tăng trưởng mới. Nhà thờ còn lại ở quận, St. Mary's, tổ chức các dịch vụ hàng tuần vào Chủ nhật. Nó vẫn chưa bị ảnh hưởng trực tiếp bởi đám cháy. Bốn nghĩa trang của thị trấn, trong đó có một nghĩa trang trên đỉnh đồi có khói bốc lên xung quanh và ở ngoài rìa, vẫn được duy trì trong tình trạng tốt.
Dấu hiệu duy nhất của vụ hỏa hoạn, làm nền tảng cho khoảng 400 mẫu Anh (160 ha) trải dọc theo bốn mặt, là các lỗ thông hơi bằng kim loại tròn thấp ở phía nam của quận. Một số dấu hiệu cảnh báo về hỏa hoạn dưới lòng đất, mặt đất không ổn định và mức độ carbon monoxit nguy hiểm. Khói và hơi nước có thể được nhìn thấy đến từ một phần bị bỏ hoang của đường 61 Pennsylvania, khu vực ngay phía sau nghĩa trang trên đỉnh đồi và các vết nứt khác trên mặt đất nằm rải rác trong khu vực. Tuyến đường 61 đã được sửa chữa nhiều lần cho đến khi nó bị đóng cửa.
Tuyến đường hiện tại trước đây là đường vòng quanh phần bị hư hỏng trong quá trình sửa chữa và trở thành tuyến đường cố định vào năm 1993; gò đất được đặt ở hai đầu của tuyến đường cũ, chặn đường một cách hiệu quả. Giao thông dành cho người đi bộ vẫn có thể tồn tại do một lỗ nhỏ rộng khoảng hai feet ở phía bắc của con đường. Ngọn lửa ngầm vẫn đang cháy và có thể tiếp tục như vậy trong 250 năm. Liên bang Pennsylvania đã không gia hạn hợp đồng tái định cư vào cuối năm 2005.
Ngôi nhà cuối cùng còn lại trên Đại lộ Locust đã bị phá hủy vào tháng 9 năm 2007. Đáng chú ý là có một khoảng thời gian mà 5 trụ đỡ giống như ống khói đặt dọc theo hai bên đối diện của ngôi nhà. Ngôi nhà trước đây được hỗ trợ bởi một dãy các tòa nhà liền kề. Một ngôi nhà khác có các trụ tương tự có thể nhìn thấy từ phía bắc của nghĩa trang, ngay phía bắc của ngọn đồi đang cháy, một phần bị sụt lún.
Cư dân John Comarnisky và John Lokitis, Jr. đã bị trục xuất lần lượt vào tháng 5 và tháng 7 năm 2009. Vào tháng 5 năm 2009, các cư dân còn lại đã thực hiện một nỗ lực pháp lý khác để đảo ngược yêu sách thu hồi năm 1992. Trong năm 2010, chỉ còn năm ngôi nhà khi các quan chức nhà nước cố gắng bỏ trống những cư dân còn lại và phá hủy những gì còn lại của thị trấn. Vào tháng 3 năm 2011, một thẩm phán liên bang đã từ chối ban hành lệnh cấm có thể ngăn chặn sự lên án.
Hội đồng Quận vẫn có các cuộc họp định kỳ vào năm 2011. Báo cáo rằng hóa đơn cao nhất của thị trấn tại cuộc họp được báo cáo đến từ PPL, một công ty điện lực, ở mức 92 đô la và ngân sách của thị trấn là không rõ.

### Viên nang thời gian
Cư dân hiện tại và cũ của thị trấn đã quyết định mở một viên nang đã được chôn vào năm 1866, sớm hơn một vài năm so với kế hoạch, sau khi ai đó đã cố gắng khai quật và đánh cắp viên nang vào tháng 5 năm 2014. Viên nang này vốn ban đầu sẽ không được mở cho đến năm 2016. Vật phẩm được tìm thấy trong viên nang có kích thước bằng chân, đã bị ngập khoảng 12 inch (30 cm) nước, bao gồm mũ bảo hiểm của thợ mỏ, đèn của thợ mỏ, một ít than đá, một quyển kinh thánh, quà lưu niệm địa phương và một cặp quần hoa được ký bởi những người đàn ông của Centralia năm 1866.

## Quyền khai thác khoáng sản
Một số cư dân Centralia hiện tại và trước đây tin rằng yêu sách thu hồi của chính quyền tiểu bang là một âm mưu giành lấy quyền khai thác khoáng sản đối với than anthracite bên dưới lòng đất trong quận. Người dân đã khẳng định giá trị của nó là hàng trăm triệu đô la, mặc dù số lượng than chính xác không được biết đến.
Lý thuyết này dựa trên luật đô thị của tiểu bang. Theo luật tiểu bang, khi đô thị không còn có thể thành lập một chính quyền thành phố để hoạt động, tức là khi không còn bất kỳ cư dân nào sinh sống, quận sẽ chấm dứt hợp pháp. Vào thời điểm đó, quyền khoáng sản, thuộc sở hữu của Quận Centralia (họ không được tổ chức tư nhân) sẽ trở lại quyền sở hữu của Khối thịnh vượng chung Pennsylvania.

## Nhân khẩu

### Điều tra dân số năm 2000
Theo cuộc điều tra dân số năm 2000, có 21 người, 10 hộ gia đình và 7 gia đình cư trú trong quận. Mật độ dân số là 87,5 người trên mỗi dặm vuông (3,38 km²). Có 16 đơn vị nhà ở với mật độ trung bình 66,7 người trên mỗi dặm vuông (2,57 km²). Thành phần chủng tộc của quận là 100% người da trắng.
Có 10 hộ gia đình, trong đó 1 hộ (10%) có con dưới 18 tuổi sống chung với họ, 5 hộ (50%) là các cặp vợ chồng sống chung, 1 hộ có một nữ chủ nhà không có chồng và 3 hộ (30%) không phải là gia đình. Ba trong số các hộ gia đình được tạo thành từ các cá nhân và 1 hộ có một người sống một mình từ 65 tuổi trở lên. Quy mô hộ trung bình là 2,10 và quy mô gia đình trung bình là 2,57.
Trong quận, dân số được trải ra, với 1 cư dân dưới 18 tuổi, 1 cư dân từ 18 đến 24 tuổi, 4 cư dân từ 25 đến 44 tuổi, 7 cư dân từ 45 đến 64 tuổi và 8 người từ 65 tuổi trở lên. Độ tuổi trung bình là 62 tuổi. Có 10 nữ và 11 nam với 1 nam dưới 18 tuổi.
Thu nhập trung bình cho một hộ gia đình ở quận là 23.750 đô la Mỹ và thu nhập trung bình cho một gia đình là 28.750 đô la. Thu nhập bình quân đầu người của quận là 16.083 đô la. Không có người dân nào sống dưới mức nghèo khổ.

### Điều tra dân số năm 2010
Theo cuộc điều tra dân số năm 2010 chỉ có 10 người (giảm 52% kể từ năm 2000), 5 hộ gia đình (giảm 50%) và 3 gia đình (giảm 57%) cư trú tại quận. Mật độ dân số là 42 người trên mỗi dặm vuông (16 / km²) (giảm 52%). Có 6 đơn vị nhà ở (giảm 62,5%) với mật độ trung bình 0,4 đơn vị mỗi dặm vuông (0,015 đơn vị / km²). Thành phần chủng tộc của quận vẫn là 100% người da trắng.
Trong số năm hộ gia đình, không có nhà nào có người dưới 18 tuổi. Hai hộ (40%) là các cặp vợ chồng sống chung, một hộ (20%) là một chủ nhà không có vợ hoặc chồng và hai hộ (40%) không phải là gia đình. Một trong những hộ không phải là gia đình đó là một cá nhân và không có ai sống một mình từ 65 tuổi trở lên. Quy mô hộ trung bình là 2,0 người và quy mô gia đình trung bình là 2,33 người.
Không có cư dân nào dưới 18 tuổi, một người từ 25-29 tuổi, một người từ 50-54 tuổi, một người từ 55-59 tuổi, bốn người từ 60-64 tuổi, hai người từ 70-74 tuổi, và một người từ 80-84 tuổi. Độ tuổi trung bình là 62,5 tuổi và có tổng cộng năm nữ và năm nam.

## Dịch vụ công cộng

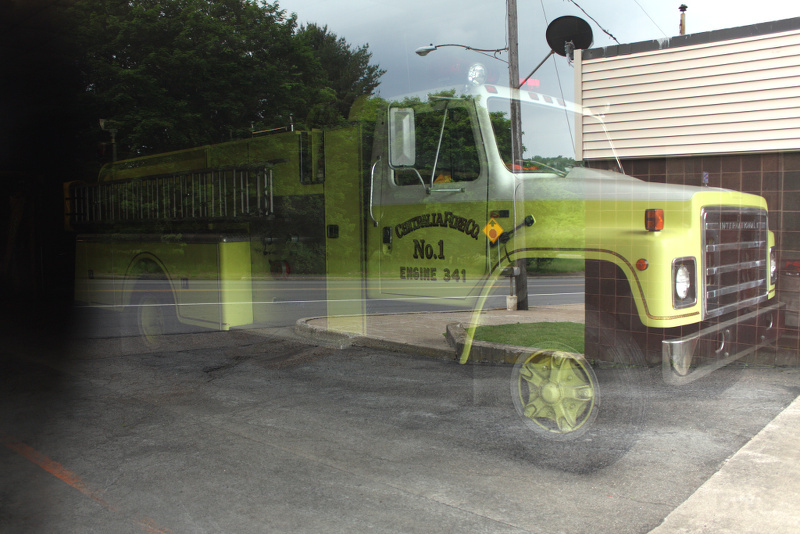
Xe cứu hỏa trong tòa nhà chính quyền đô thị

Thị trấn được phục vụ bởi một nhóm nhỏ lính cứu hỏa tình nguyện vận hành một chiếc xe cứu hỏa đã hơn 30 năm tuổi. Xe cứu thương của công ty cứu hỏa đã được trao cho Công ty cứu hỏa Wilburton gần đó ở thị trấn Conyngham vào năm 2012.
Tòa nhà Chính quyền đô thị Centralia vẫn còn đó, cùng với nhà để xe của trạm cứu hỏa kèm theo. Đến đầu những năm 2010, tòa nhà đã rơi vào tình trạng hư hỏng, nhưng mới được phục hồi vào năm 2012. Tòa nhà tổ chức Ngày dọn dẹp Centralia hàng năm, khi các tình nguyện viên thu gom rác thải bất hợp pháp trong khu vực. Mặc dù các tình nguyện viên trong những ngày dọn dẹp trước đây đã tránh các khu vực bị ảnh hưởng bởi hỏa hoạn, việc dọn dẹp năm 2018 bao gồm các khu vực xung quanh bãi rác và khu vực bỏ hoang của tuyến đường 61, từ khi có biệt danh là Xa lộ Graffiti.
Nhà thờ Công giáo Ucraina của thị trấn vẫn được sử dụng và thu hút những người thờ phượng từ các thị trấn xung quanh bao gồm cả những người từng là cư dân của thị trấn. Một cuộc khảo sát địa chất cho thấy có đá rắn, không phải than, dưới lòng đất trong nhà thờ nên không có nguy cơ sụp đổ do hỏa hoạn.

## Trong văn hoá đại chúng

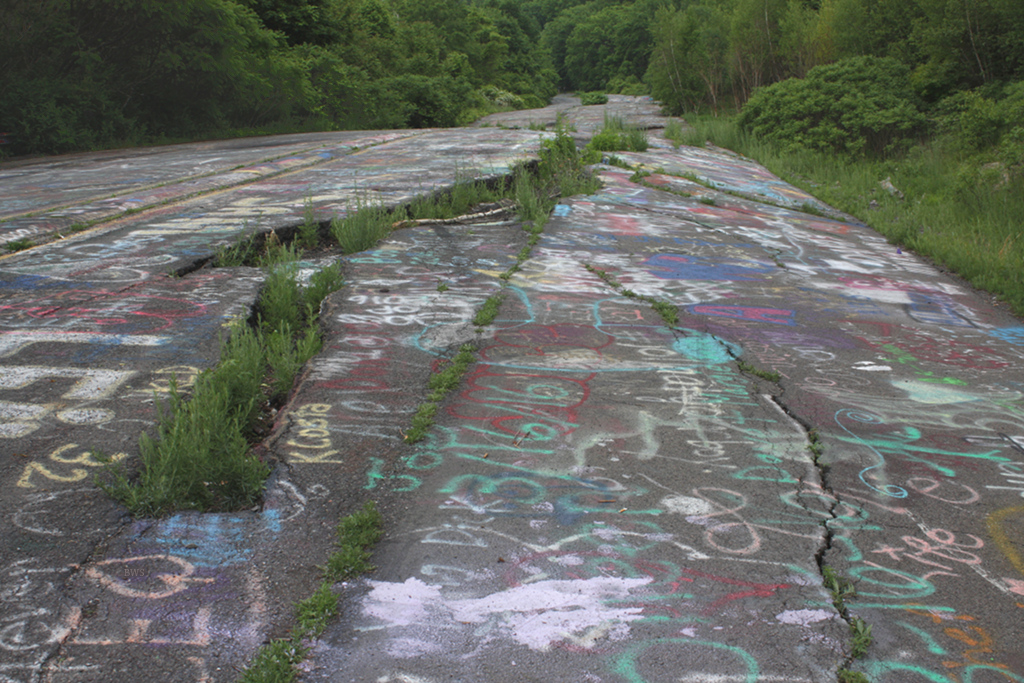
Một con đường đã bị hư hỏng với graffiti chằng chịt trên một đoạn bị bỏ hoang của tuyến 61

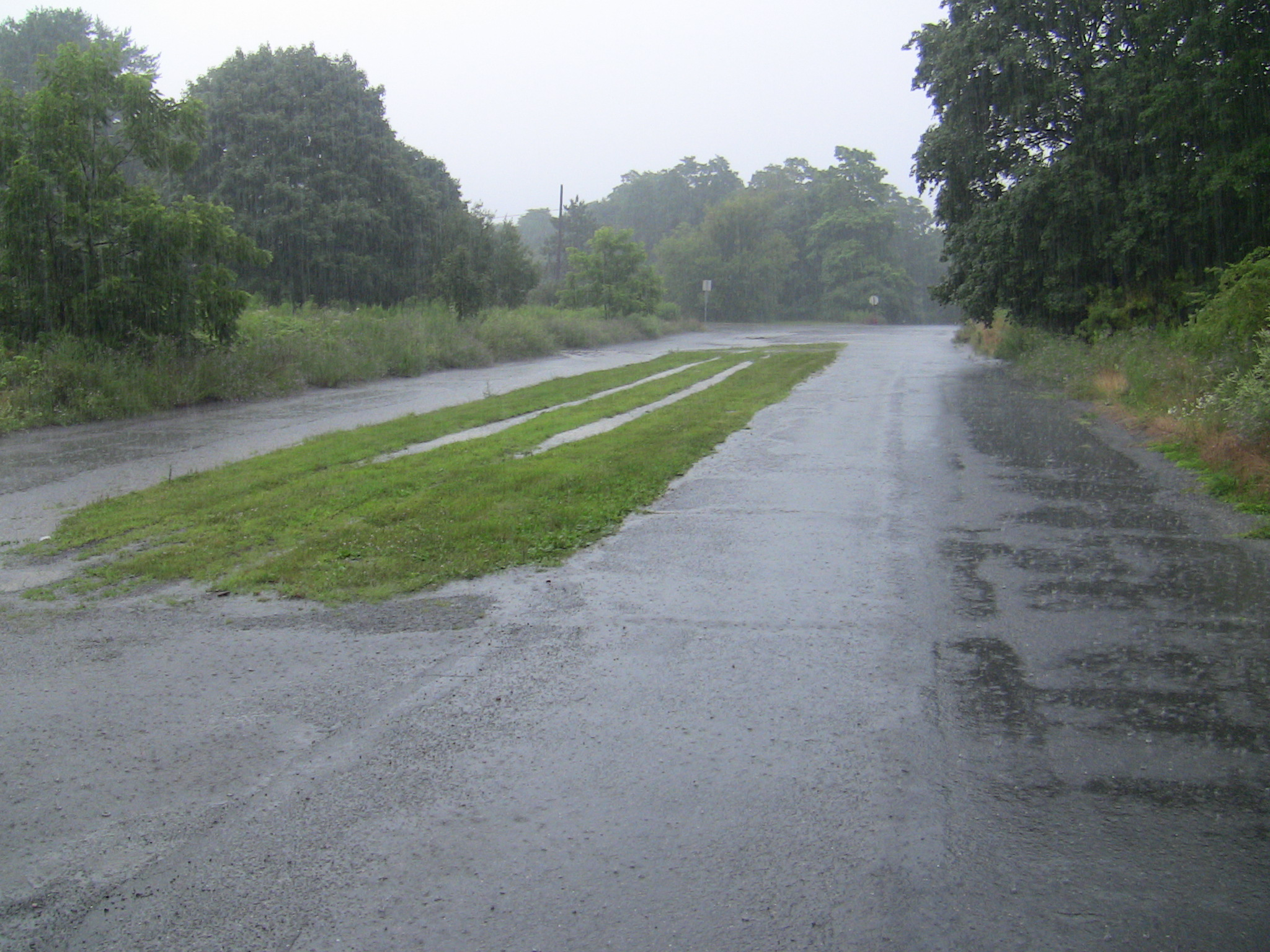
Một đoạn đường bị bỏ hoang trên một đại lộ ở Centralia, 2016

Centralia đã được sử dụng như một mô hình cho nhiều phố ma hư cấu khác nhau và các biểu hiện của địa ngục. Những ví dụ nổi bật bao gồm Đường cao tốc kỳ lạ của Dean Koontz và Vampire Zero của David Wellington.
Nhà biên kịch Roger Avary đã nghiên cứu Centralia trong khi thực hiện kịch bản cho bộ phim chuyển thể Ngọn đồi vắng lặng.
Phim tài liệu về vụ cháy mỏ Centralia năm 1982 của PBS chứa các cuộc phỏng vấn với người dân và liên quan đến câu chuyện về vụ cháy mỏ.
Bộ phim năm 1987 Xuất xứ ở Hoa Kỳ khởi chiếu ở Centralia và vùng mỏ than xung quanh Pennsylvania.
Bộ phim tài liệu năm 2007 Nơi từng là thị trấn kể về lịch sử của thị trấn và cư dân hiện tại và trước đây.
Centralia đã có một phân đoạn mang tên "Thành phố rực lửa" trên loạt phim truyền hình Travel Channel America Declassified được phát sóng vào năm 2013.
Câu chuyện Centralia đã được khám phá trong đoạn phim tài liệu Than hồng chết từ đài phát thanh công cộng WNYC's Radiolab.